# 금고 (육군박물관 소장)
금고(金鼓)는 보물 제864호로 지정되었던 타악기의 일종으로 반자(飯子) 또는 금구(金口)로도 부른다.

## 개요
현재 육군사관학교박물관에 보관하고 있는 이 청동제 금고는 선조 19년(1586년)에 군사용 목적으로 만든 것이다. 전체 지름은 61cm이며, 채로 치는 부분인 중앙 채받이에는 지름 19 cm 정도로 계선(界線)을 돌리고 태극무늬 같은 삼파문(三巴紋)이 선으로 새겨져 있다.
이러한 것은 옛날 장인(匠人)들의 특수 공예 기법이라 할 수 있는 타제(打製)로 음각된 것이다. 그 계선에서 외곽으로 21 cm 떨어져서는 점차 모를 재면서 5 cm 높이의 울이 형성되었으며, 그 가운데에는 5.2 cm 사이로 손잡이 끈 구멍이 뚫려 있었다. 테두리에는 三道大中軍司令船 勝戰 金鼓 入重十三斤 萬曆 十四年 丙戌 三月 日造(삼도대중군사령선 승전 금고 입중 십삼근 만력 십사년 병술 삼월 일조, 삼도대중군사령선이 전투에서 승리하기 위해 사용한 쇠북이다. 무게는 13근이고 1586년(중국 명나라 만력(萬曆) 14년) 3월에 제조되었다.)라고 쓰여 있다.
진위 논란이 있어 각 분야 전문가의 현지 조사, 과학적 분석 등 정밀 조사가 뒤따랐다. 그 결과 이 금고는 조선 시대의 것이 아니라 근대에 제작된 물품으로 밝혀졌다. 따라서 가치가 없는 것으로 판명, 2008년 8월 14일에 열린 문화재청 문화재위원회 회의에서 보물 지정이 해제되었다. 문화재위원회는 금고가 가짜인 이유를 다음과 같이 판시했다.
- 삼도대중군사령선이 가리키는 삼도수군제도는 임진왜란 시기였던 1593년에 삼도수군통제영이 창설되면서 등장했다. 중군(中軍)은 주장(主將, 총사령관) 바로 밑에서 구체적 군사 훈련을 책임지는 직책으로서 조선 후기의 군제에 등장한다.
- 조선 시대의 해군 지휘관이 탑승한 군선은 사령선이 아닌 '좌선'(座船)이라는 용어를 사용했다. 조선 후기의 삼도수군제도와 관련된 각종 문헌에서는 중군의 군선(軍船)에 관한 기록이 따로 나타나지 않는데 이는 중군이 좌선에서 주장의 명령을 받아 지휘하는 역할을 담당했기 때문이다.
- 고리를 달기 위해 뚫은 구멍은 전통적인 방법이 아닌 기계로 뚫은 것처럼 아주 깨끗하게 처리되었다. 금고에 새겨진 명문은 한 글자씩 쳐서 내려가는 전통적인 음각 기법이 아닌 파내어 새긴 듯한 현대적인 음각 기법이 사용되었다.
- 시대가 오래된 청동 유물에 나타나는 자연적인 녹과는 달리 동일한 색상을 띤 녹이 고르게 분포하고 있다.

## 같이 보기
- 귀함별황자총통

## 참고 자료
- 금고 - 국가유산청 국가유산포털